# 꿈빛도서관
꿈빛도서관은 경기도 부천시 원미구 중동 소재의 시립 도서관이다.

## 연혁
- 2002년 9월 10일 개관.

## 시설현황
- 3층: 일반열람실, 여자열람실, 남자열람실
- 2층: 인문·자연과학 자료실, 사회과학 자료실, 옥외휴게실, 사무실
- 1층: 아동열람실, 책 읽어 주는 방, 유아실, 유아침실(꿈나라), 장애인열람실, 전자정보실, 정기간행물실
- 지하1층: 세미나실, 시청각실, 식당·매점, 기전실, 기계실, 전기실, 서고

## 이용 안내
이용 시간
| 구분                 | 화~금요일   | 토·일요일   |
| -------------------- | ----------- | ----------- |
| 사회과학 자료실      | 09:00~18:00 | 09:00~17:00 |
| 인문·자연과학 자료실 | 09:00~22:00 | 09:00~17:00 |
| 열람실               | 07:00~22:00 | 07:00~22:00 |

휴관일
- 매주 월요일
- 일요일을 제외한 법정공휴일(단 국경일이 일요일인 경우 휴관)